# Mamonas Ao Vivo
Mamonas ao Vivo é um álbum ao vivo do grupo brasileiro Mamonas Assassinas, lançado postumamente, em 2006, 10 anos após a morte dos integrantes da banda.
O álbum, extraído de uma apresentação da banda no Anhembi em São Paulo, contém todos os sucessos do disco de estreia, lançado em 1995. Inclui ainda uma canção inédita: Não Peide Aqui Baby (uma versão satírica em português para Twist and Shout dos Beatles) tocada no programa Invasão da Cidade, na Radio Cidade do Rio de Janeiro. A Música não foi inclusa pelos produtores da banda pois se tratava de uma musica de baixo calão.
Algumas faixas deste disco já haviam sido lançadas no álbum Atenção, Creuzebek: A Baixaria Continua, em 1998.

## Faixas
| N.º            | Título                                                       | Compositor(es)                                                   | Duração |  |
| 1.             | "Vira-Vira"                                                  | Dinho, Júlio Rasec                                               | 2:23    |  |
| 2.             | "Chopis Centis"                                              | Dinho, Rasec                                                     | 2:47    |  |
| 3.             | "Pelados em Santos"                                          | Dinho                                                            | 3:22    |  |
| 4.             | "Mundo Animal"                                               | Dinho                                                            | 3:56    |  |
| 5.             | "Jumento Celestino"                                          | Dinho, Bento Hinoto                                              | 2:37    |  |
| 6.             | "Pink Panther Theme"                                         | Henry Mancini                                                    | 0:57    |  |
| 7.             | "Robocop Gay"                                                | Dinho, Rasec                                                     | 2:59    |  |
| 8.             | "Cabeça de Bagre II (música incidental: Baby Elephant Walk)" | Dinho, Hinoto, Rasec, Samuel Reoli, Sérgio Reoli / Henry Mancini | 2:20    |  |
| 9.             | "Débil Metal"                                                | Dinho, Rasec, Hinoto, Samuel, Sérgio                             | 3:05    |  |
| 10.            | "1406"                                                       | Dinho, Rasec                                                     | 4:08    |  |
| 11.            | "Bois Don't Cry"                                             | Dinho                                                            | 2:58    |  |
| 12.            | "Sábado de Sol"                                              | Baba Cósmica (Pedro Knoedt, Felipe Knoblitch, e Rafael Ramos)    | 1:00    |  |
| 13.            | "Uma Arlinda Mulher"                                         | Dinho, Hinoto e Rasec                                            | 3:19    |  |
| 14.            | "Lá Vem o Alemão"                                            | Dinho, Rasec                                                     | 3:23    |  |
| 15.            | "Sabão Crá-Crá"                                              | (música folclórica)                                              | 0:42    |  |
| 16.            | "Não Peide Aqui Baby"                                        | Dinho                                                            | 2:03    |  |
| Duração total: | Duração total:                                               | Duração total:                                                   | 44:40   |  |

## Formação
- Dinho: vocal e violão
- Samuel Reoli: baixo
- Júlio Rasec: teclados
- Sérgio Reoli: bateria
- Bento Hinoto: guitarra e violão